# Egy este a Metro Klubban…
1970-ben jelent meg a Metro – és a magyar könnyűzene történetének – első koncertalbuma, az Egy este a Metro Klubban…. Ez a Metro második „klasszikus” felállásának egyetlen albuma, mivel az együttes fő zeneszerzőjét, Schöck Ottót Fogarasi János váltotta. A dalok többségét Frenreisz Károly és Sztevanovity Dusán írta. A felvétel 1970. május 31-én, a Metro Klubban, egy lemezgyári UHER magnetofonnal készült. A kissé egyszerű rögzítési technika ellenére a hangminőség meglepően jó. A eredeti hanglemez kiadáshoz egy fekete-fehér fénykép is tartozott, mely az együttes tagjait ábrázolja.

## Az album dalai
Az album dalait Frenreisz Károly és Sztevanovity Dusán írta, kivéve azokat, melyek szerzői jelölve vannak.

### A oldal
1. Ha Júliát kérdeznék meg… (Sztevanovity Zorán/Sztevanovity Dusán) – 4:45
2. Hol az a hely? – 4:25
3. És közben szólt a Colt – 2:48
4. 1x, 2x, 3x… – 2:24
5. Árva bárka – 3:48
6. Kócos ördögök (Sztevanovity Zorán/Sztevanovity Dusán) – 2:25

### B oldal
1. Lóg a falon egy fekete kard – 4:23
2. Ha fánk vagy, örülj, hogy élsz – 4:02
3. Az én életrajzom – 4:48
4. Könnyűvérű lányok (Sztevanovity Zorán/Sztevanovity Dusán) – 3:55
5. A szívem hív, hív… (Fogarasi János/Brunner Győző) – 4:04

### Bónuszdalok a 2000-es kiadáson
Az album 2000-es CD-kiadására 1967–1968-ban megjelent kislemezdalok is felkerültek. Ezek többségét Schöck Ottó és Sztevanovity Dusán írta, kivéve azokat, melyek szerzői jelölve vannak.
1. Álmodozom a világról (Schöck Ottó/S. Nagy István/Sztevanovity Zorán) – 2:58
2. Végre itt van az óra (Sztevanovity Zorán/S. Nagy István) – 2:12
3. Bábel (Schöck Ottó/S. Nagy István) – 2:41
4. Egy fiú és egy lány (Sztevanovity Zorán/Sztevanovity Dusán) – 2:39
5. Azért is az égben járok – 3:22
6. Törött pohár – 3:22
7. Nem vagyok elveszett ember – 3:05
8. Dohányfüstös terem – 2:54
9. Pár csepp méz – 2:53

## Kiadások
| Év   | Kiadó            | Formátum | Sorszám               | Megjegyzések                      |
| ---- | ---------------- | -------- | --------------------- | --------------------------------- |
| 1970 | MHV Qualiton     | LP       | SLPX 17417            |                                   |
| 1992 | Hungaroton Mega  | LP       | SLPM 37613 (92/M-043) | A Metro együttes összes felvétele |
| 1991 | Hungaroton Vivát | CD       | HCD 37405             |                                   |
| 2000 | Hungaroton Mambo | CD       | HCD 17417             |                                   |

## Közreműködők
- Sztevanovity Zorán – ének, gitár
- Sztevanovity Dusán – ritmusgitár
- Frenreisz Károly – ének, basszusgitár
- Fogarasi János – billentyűs hangszerek, vokál
- Brunner Győző – dob, ütőhangszerek

### A bónuszdalokon
- Sztevanovity Zorán – ének, gitár
- Sztevanovity Dusán – ritmusgitár, vokál
- Schöck Ottó – billentyűs hangszerek
- Rédey Gábor (12–17) – basszusgitár, vokál
- Veszelinov András (12–17) – dob, ütőhangszerek
- Frenreisz Károly (18–20) – ének, basszusgitár, szaxofon
- Brunner Győző (18–20) – dob, ütőhangszerek

### Produkció
- Lukács János – hangmérnök
- Juhász István – zenei rendező
- Csák Miklós – borítófotó
- Bara István – fényképek

## Külső hivatkozások
- Információk Zorán honlapján
- Információk a Hungaroton honlapján
- Porosz Péter recenziója